# Huracán Agnes (1972)
El huracán Agnes fue la primera tormenta tropical y el primer huracán de la temporada de huracanes del Atlántico de 1972. Uno de los pocos huracanes presentados en junio, tocó tierra en Florida antes de moverse en dirección noreste y causar estragos a través de la región que comprenden los estados medios del Atlántico como una tormenta tropical. El peor daño ocurrió a través de una franja desde el centro de Maryland a través de la parte central de Pensilvania y hasta el sur de la región de los Finger Lakes en Nueva York, como ilustra el mapa de precipitaciones más abajo. Agnes trajo fuertes precipitaciones a través de su recorrido, matando a 129 personas y causando $11,600 millones (2005 USD) en daños. Para esa época, fue el más dañino jamás registrado, sobrepasando al huracán Betsy, y no sería sobrepasado sino hasta 1979 por el huracán Frederic.

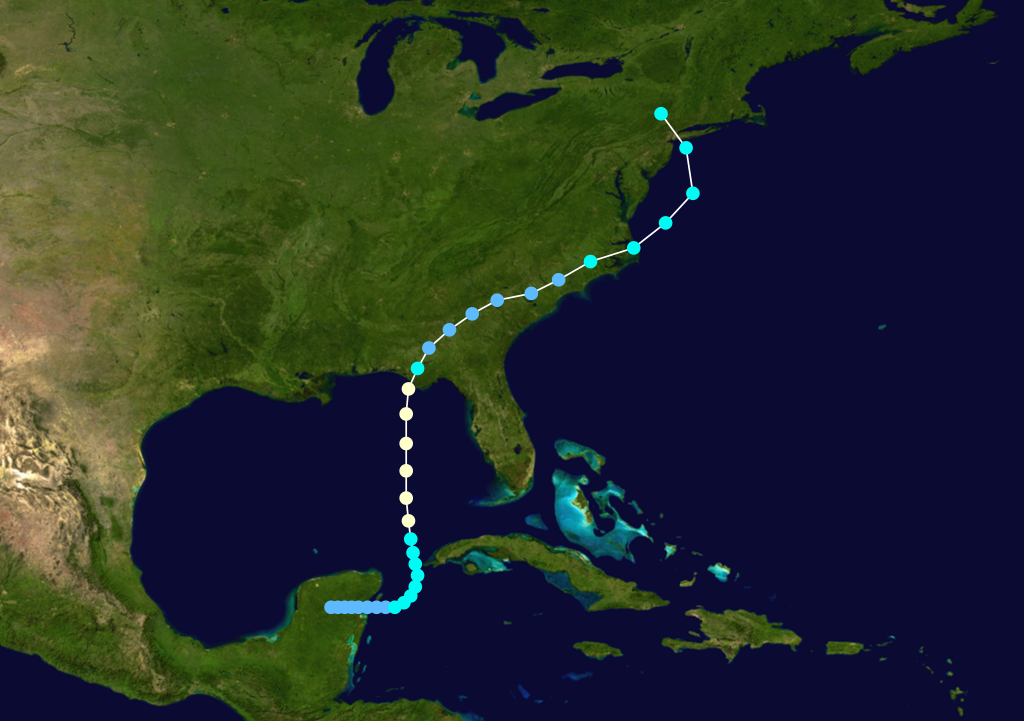
Ruta de lady Agnes.